# Čerňachivský rajón
Čerňachivský rajón (ukrajinsky Черняхівський район) byl rajón v Žytomyrské oblasti na Ukrajině. Hlavním městem byl Čerňachiv a rajón měl přibližně 28 tisíc obyvatel. 

## Sídla v rajónu
- Čerňachiv
- Holovyne